# Fernando (ur. 1967)
Fernando Henrique Mariano (ur. 3 kwietnia 1967) – brazylijski piłkarz występujący na pozycji pomocnika.

## Kariera klubowa
Od 1986 do 2009 roku występował w klubach Uberlândia, Mogi Mirim, Portuguesa Desportos, Guarani FC, SC Internacional, Avispa Fukuoka, SE Palmeiras, EC Juventude, Botafogo, Santo André i Marília.